# Baclayon
Baclayon ist eine philippinische Stadtgemeinde in der Provinz Bohol. Sie liegt im östlichen Teil der Insel Bohol, 7 km von der Provinzhauptstadt Tagbilaran entfernt, und umfasst auch die kleine Insel Pamilacan.
Die Gemeinde, die über 20.591 Einwohner verfügt (Zensus 1. August 2015), wurde 1595 von zwei Jesuiten gegründet. Sehenswert ist die älteste Steinkirche der Philippinen.

## Baranggays
Baclayon ist politisch in 17 Baranggays unterteilt.

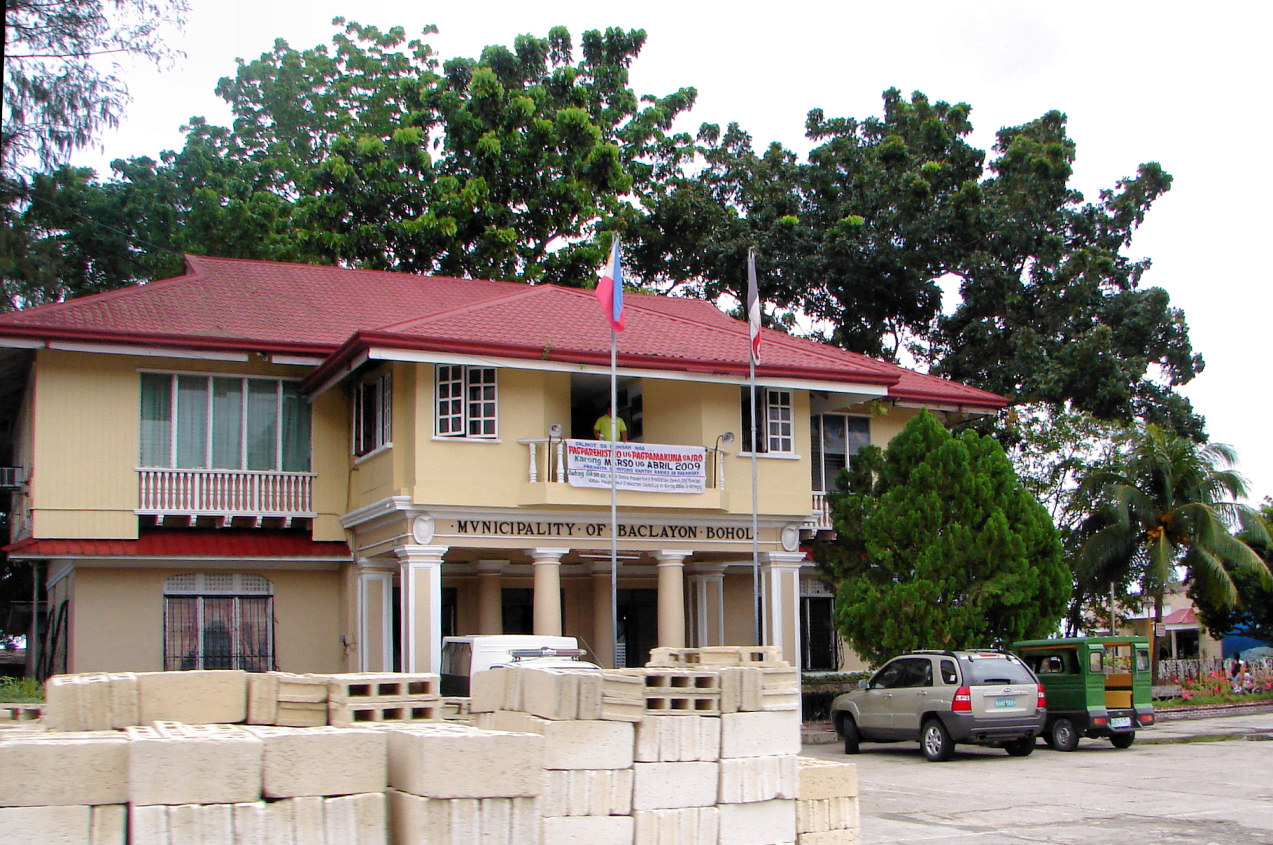
Rathaus

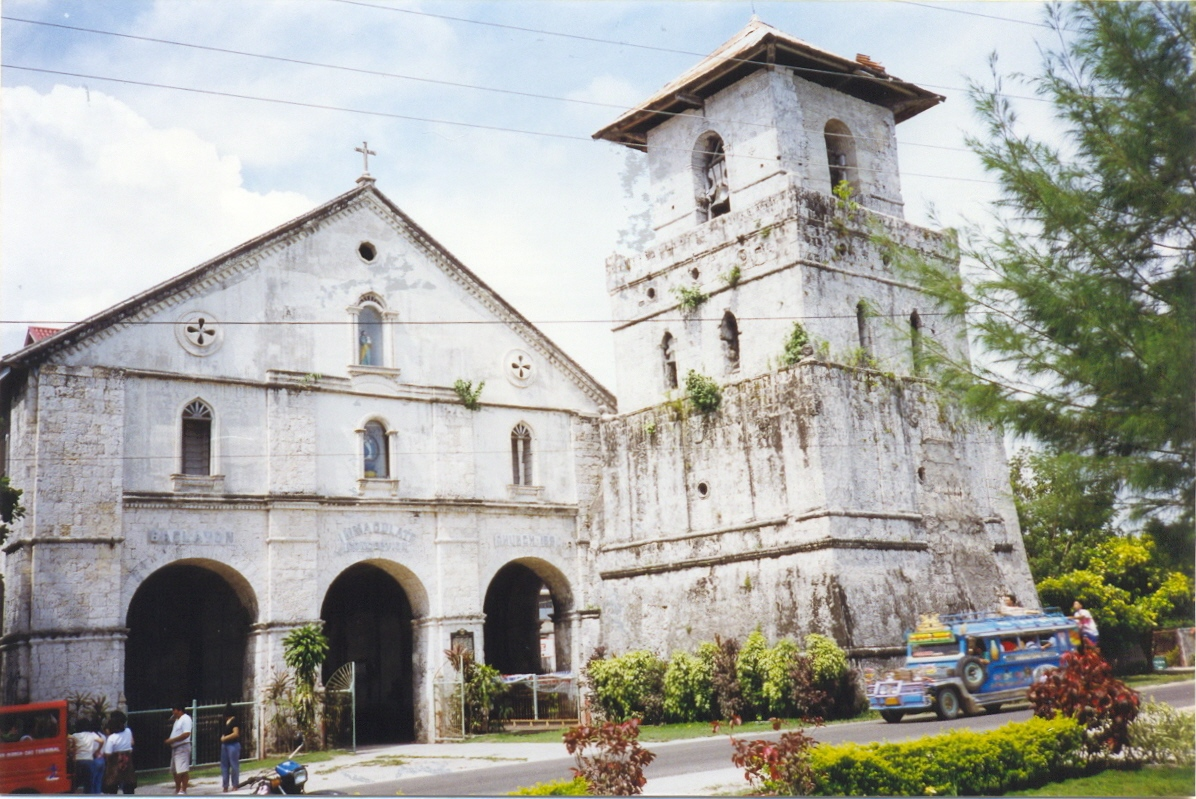
Kirche von Baclayon (1596 erbaut)

| - Cambanac - Dasitam - Buenaventura - Guiwanon - Landican - Laya - Libertad - Montana - Pamilacan | - Payahan - Poblacion - San Isidro - San Roque - San Vicente - Santa Cruz - Taguihon - Tanday |